# Mucor
Mucor, auch Mukor oder Köpfchenschimmel genannt, ist eine Gattung der Schimmelpilze mit rund 40 Arten, die sich von totem organischem Material ernährt.

## Vorkommen
Mucor-Arten kommen überall in der Umwelt vor, überwiegend auf pflanzlich-organischem Material, wie feuchtem Brot, Obst oder Gemüse und Stalldung. Seltener findet man diese in Tieren und Menschen.

## Pathogenität

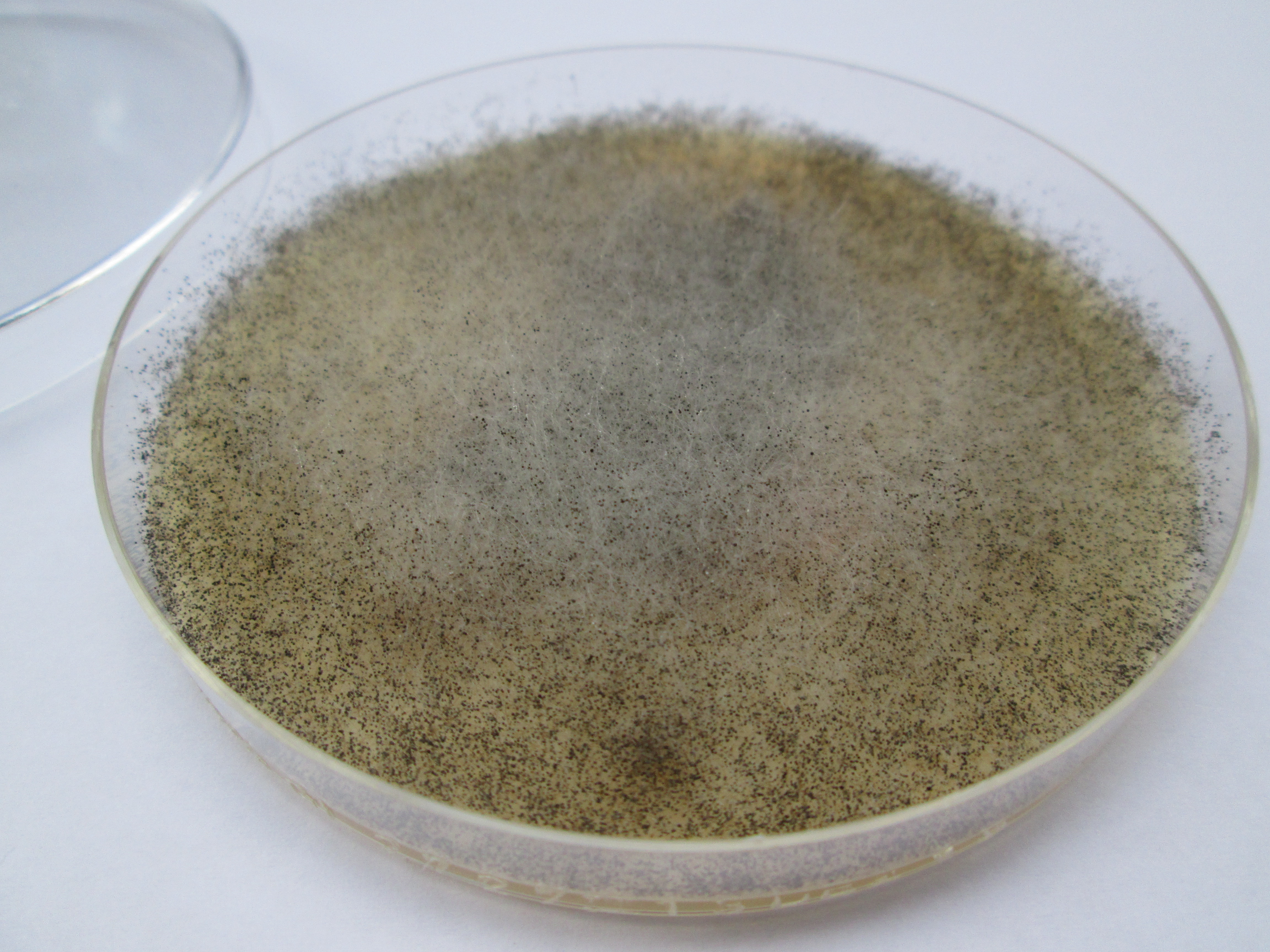
Typische Kultur von Mucor

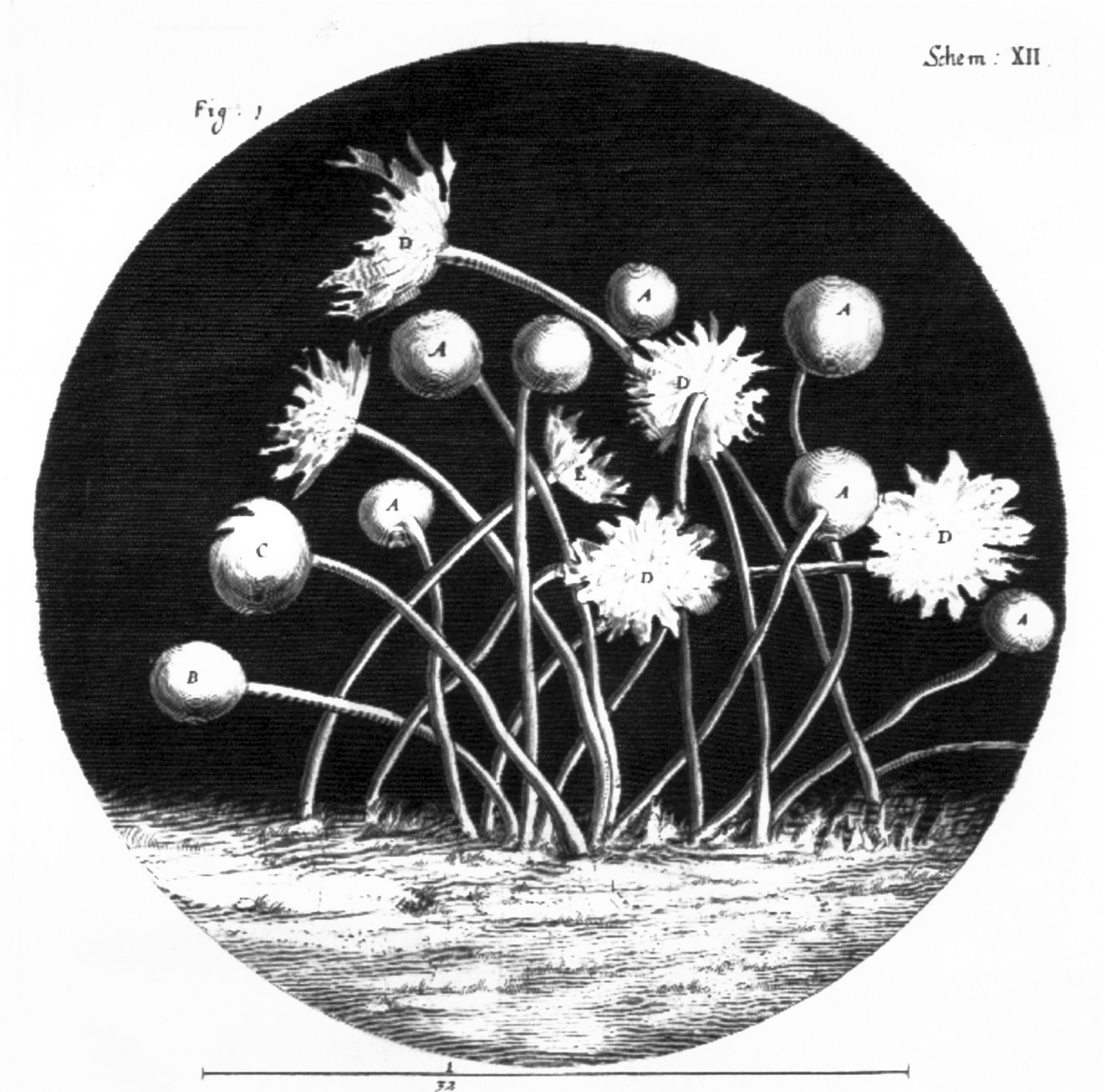
Eine Art der Gattung Mucor war der erste je beobachtete Mikroorganismus. Zeichnung aus Robert Hookes Micrographia von 1665.

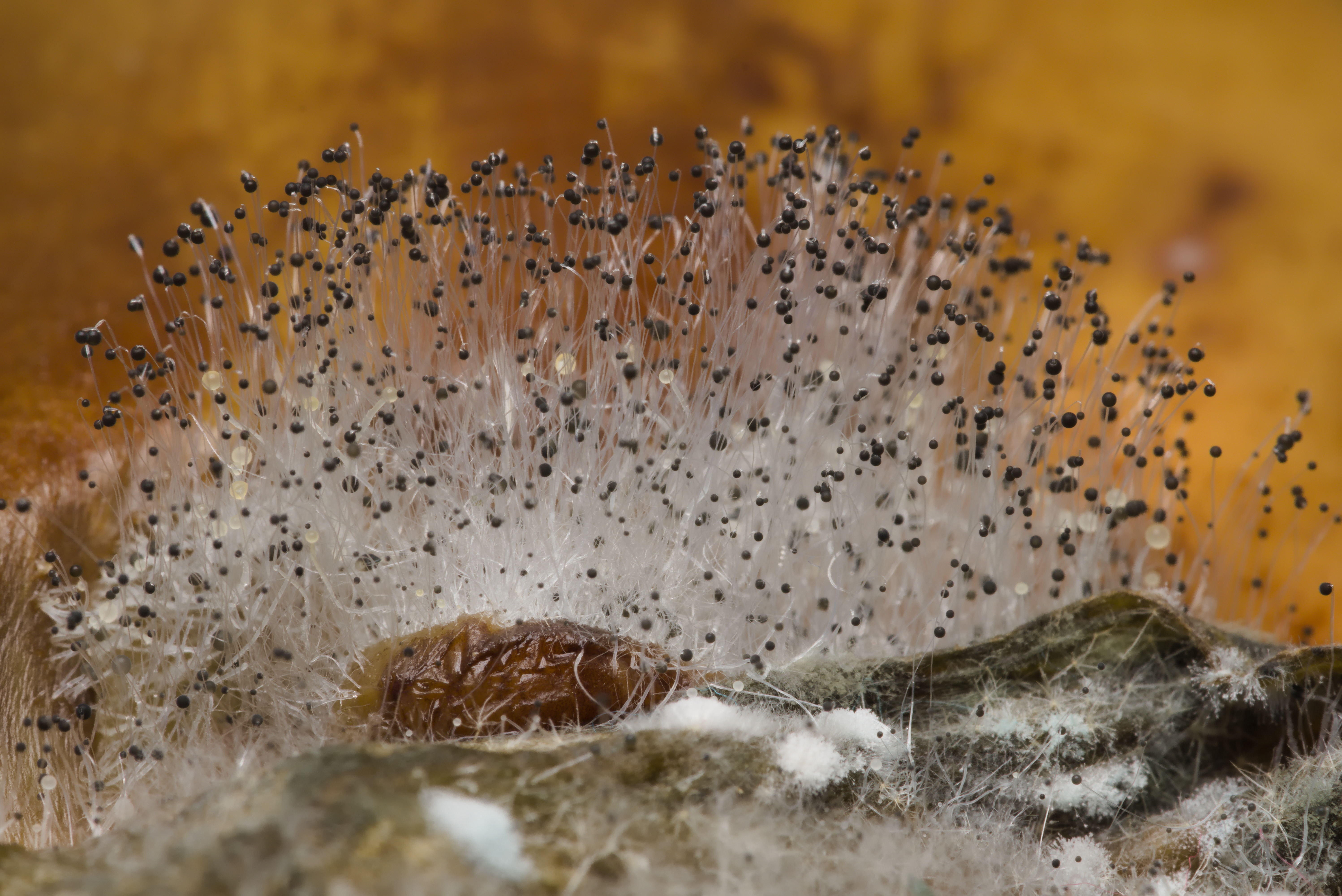
Köpfchenschimmel auf einer Aubergine

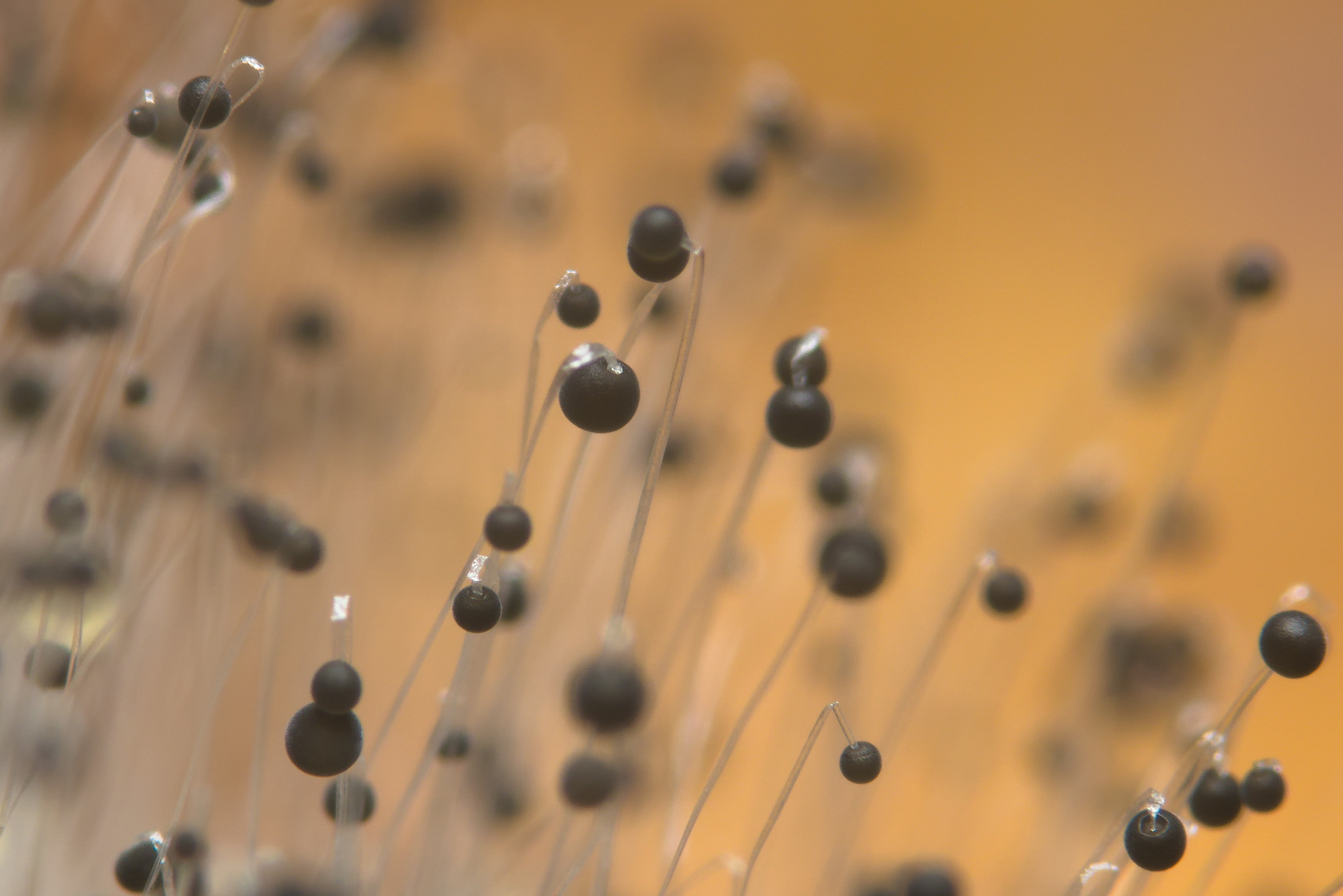
Sporangien des Köpfchenschimmels

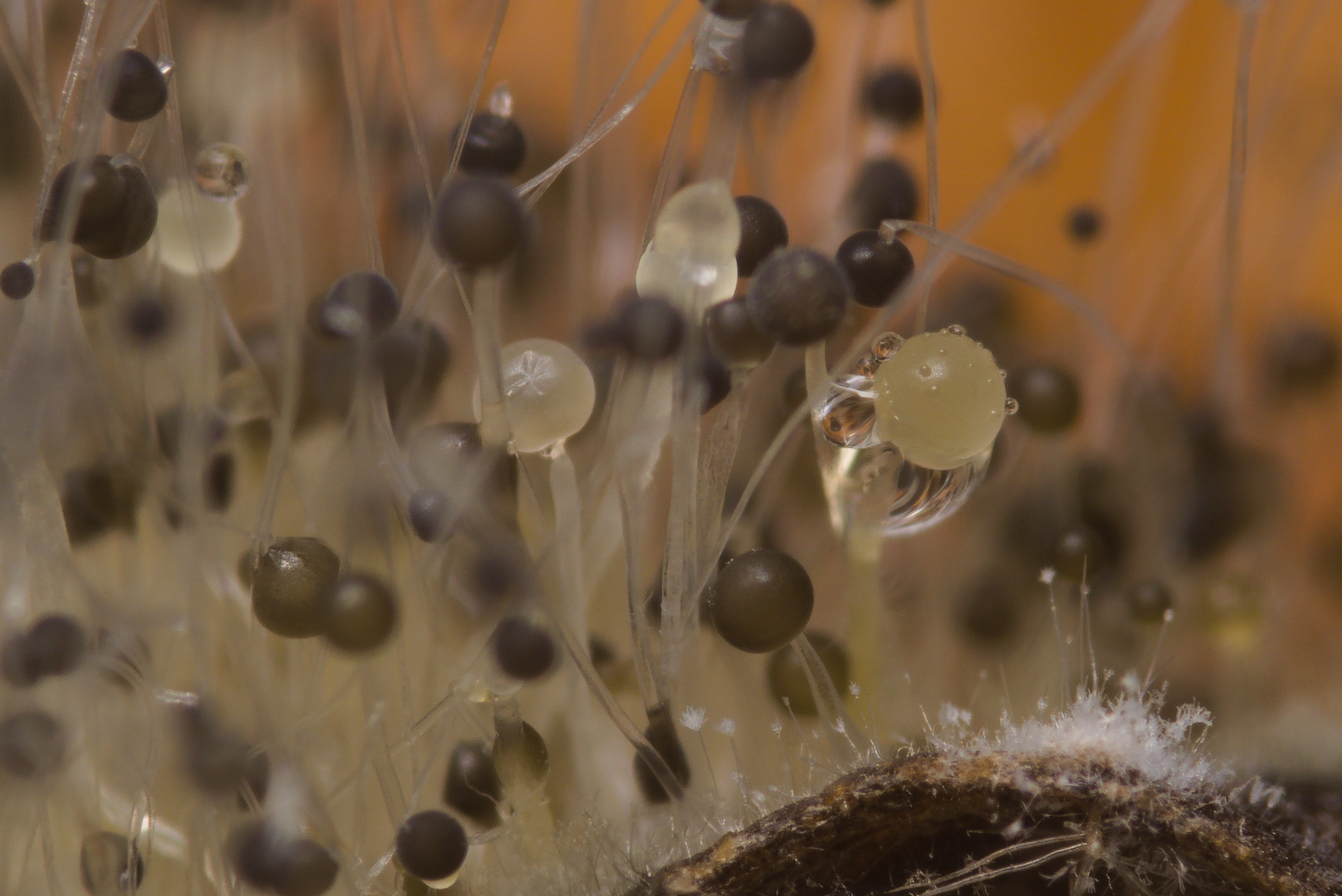
Detail des Köpfchenschimmels

Mucor-Arten sind Verursacher der Mucormycosen. Durch Einatmen gelangt dieser Schimmelpilz in die Lunge, von wo er über das Blut zu anderen Organen gelangt. Später kann auch eine Ausbreitung in das Zentrale Nervensystem erfolgen. Pseudothrombosen kommen sehr selten vor. Dies geschieht durch Einwachsen des Pilzes durch die Gefäßwände.
Eine Infektion findet im Regelfall nur bei stark abwehrgeschwächten Patienten (u. a. durch AIDS, Chemotherapie oder Knochenmarktransplantation) statt, verläuft dort aber schnell fortschreitend und sehr häufig tödlich. Auch Patienten mit Eisenüberladung, die mit Eisen-mobilisierenden Medikamenten behandelt werden (Deferoxamin), sowie Patienten mit schlecht eingestelltem Diabetes mellitus oder dauerhafter Cortisontherapie sind gefährdet.
Im Verlauf der COVID-19-Pandemie in Indien traten Häufungen von Mucormycosen bei COVID-19-Patienten auf. Der „Schwarze Pilz“ wurde in Rajasthan und Telangana zu einer Epidemie erklärt. Bis zum 23. Mai 2021 wurden fast 9.000 Fälle der ansonsten seltenen Mucormykose in indischen Krankenhäusern gezählt.

## Therapie
Die Therapie von Mucormykosen ist problematisch, was zum einen an der schwer kranken Patientenklientel liegt, die vorrangig von dieser Infektion betroffen ist (Patienten auf Intensivstationen, schwer Immunsupprimierte, Patienten mit vielen Begleiterkrankungen) und zum anderen in dem Umstand begründet ist, dass viele der gebräuchlichen Antimykotika keine oder nur geringe Wirksamkeit gegen Mucor-Arten aufweisen. Fluconazol, Voriconazol und Echinocandine wie Caspofungin sind unwirksam. Wirksamkeit besitzen liposomales Amphotericin B (AmBisome), Posaconazol und Isavuconazol. Da eine rein medikamentöse Sanierung eines größeren Infektionsherdes häufig nicht gelingt, ist oft die chirurgische Resektion des Herdes erforderlich. Falls der Patient die Infektion überlebt, muss dies dann mit einer Defektheilung erkauft werden (beispielsweise bei einer Augeninfektion einer Enukleation des Augapfels).

## Zucht
Die Anzucht kann auf Kimmig-Agar erfolgen. Das Wachstum auf der Agarplatte zeigt sich nach wenigen Tagen in langfasrigen, grobwolligen Hyphengeflechten. Das Mycel ist erst weiß, später grau mit zahlreichen schwarzen Pünktchen, den Sporangien.

## Arten (Auswahl)
- M. amphibiorum
- M. circinelloides
- M. ellipsoideus[7]
- M. hiemalis
- M. indicus
- M. mucedo
- M. paronychius
- M. piriformis
- M. plumbeus[8][9]
- Traubiger Kopfschimmel (M. racemosus)
- M. ramannianus[10]
- M. velutinosus[7]